# بزرگتر از زندگی
بزرگتر از زندگی (انگلیسی: Larger than Life) فیلمی در ژانر کمدی به کارگردانی هاوارد فرانکلین است که در سال ۱۹۹۶ منتشر شد.

## خلاصه فیلم
داستان در مورد یک گوینده باانگیزه می‌باشد که پس از مرگ پدرش متوجه می‌شود وی یک ارثیه بزرگ برای او به‌جا گذاشته‌است، یک فیل…

## بازیگران
- بیل مری در نقش جک
- جرمی پیون در نقش والتر
- جانین گاروفالو در نقش مو
- پت هینگل در نقش ورنون
- لیندا فیورنتینو در نقش تری بونورا
- متیو مک‌کانهی در نقش تیپ تاکر